# 王乃彦
王乃彦（1935年11月21日—），男，福建福州人，中国核物理学家，中国科学院院士、中国核工业集团公司科技委高级顾问、中国原子能科学研究院副院长、研究员、《中国物理学报》主编，曾任国家自然科学基金委员会副主任、核工业研究生部主任、太平洋地区核理事会理事长、中国核学会理事长。曾获得世界核科学理事会全球奖。

## 生平
1935年11月21日，王乃彦出生于福建福州。1942年至1949年，先后就读于福州第三中学和福州第一中学，1952年进入北京大学物理系学习，1955年开始原子能领域学习，并于1956年从北京大学技术物理系毕业，成为中国核科学首届毕业生。
毕业后，王乃彦进入原子能研究所的钱三强小组工作，从事中子能谱学研究。1959年赴苏联杜布纳联合核子研究所工作，1965年因中苏关系破裂回国。1966年至1980年，王乃彦在核工业部第九研究院工作。1986至1987年于日本名古屋大学等离子体物理研究所访问学习。1997年至2004年，王乃彦担任国家自然科学基金委数理学部主任。